# Frederick Atkinson
Frederick Atkinson   (Pinner, 25 de gener de 1916 - Toronto, 13 de novembre de 2002), conegut com Derick Atkinson, va ser un matemàtic britànic.

## Vida i Obra
Atkinson va estudiar a diferents escoles de Londres fins que el 1929 va entrar a la legendaria categoria St. Paul's School, en la qual va excel·lir en matemàtiques. El 1934 va ingressar al Queen's College d'Oxford, en el qual va compartir habitació amb el seu futur amic, el matemàtic Lionel Cooper, i on es va graduar el 1937. Des d'aquest any fins a 1939 va fer treballs de recerca a la universitat d'Oxford dirigit per Edward Titchmarsh, obtenint el doctorat el 1939. A continuació va ser nomenat fellow del Magdalene College, en le qual només va estar un curs, perquè l'esclat de la Segona Guerra Mundial va fer que passés a treballar per la intel·ligència militar britànica, primer a Bletchley Park i després a l'Índia, arribant a obtenir el grau de major.
Acabada la guerra, va ser professor del Christ Church College d'Oxford des de 1946 fins a 1948, quan va ser nomenat professor de la recent fundada universitat d'Ibadan a Nigèria (aleshores colònia britànica), en la qual va romandre fins al 1956. A partir de 1956 va ser professor del Canberra College (avui part de la Universitat Nacional Australiana) fins que el 1960 va acceptar una plaça docent a la universitat de Toronto, en la qual es va retirar el 1982. A partir d'aquesta data va començar una frenètica activitat de recerca (gairebé la meitat dels seus articles publicats ho van ser en aquesta època) fins que el 1992 un greu vessament cerebral el va incapacitar per la resta de la seva vida. Va morir a Toronto el 2002.
Atkinson va ser president de la Societat Matemàtica del Canadà entre 1989 i 1991.
Atkinson va publicar més d'un centenar d'articles científics en el camp de l'anàlisi matemàtica, destacant els seus treball sobre la funció zeta de Riemann, sobre teoria de les equacions diferencials, sobre polinomis ortogonals i sobre teoria de les oscil·lacions.